# 약속 (1998년 영화)
"약속"은 1998년에 개봉한 대한민국의 영화이다.

## 캐스팅
- 박신양 : 공상두 역
- 전도연 : 채희주 역
- 정진영 : 엄기탁 역
- 조선묵 : 오기량 역
- 서혜린 : 영해 역
- 김세영  이세연 역
- 유순철 : 채필수 역
- 박상욱 : 명보 역
- 조경훈 : 상차 역
- 김명국 : 남정택 역
- 박지일 : 장우신 역
- 임일찬 : 최풍세 역
- 이성호 : 김 사장 역
- 최영래 : 고상균 역
- 김철수 : 니글이 역
- 박신영 : 엄기탁 처 역
- 오승언 : 최풍세 처 역
- 이경선 : 홍보 실장 역
- 고인배 : 양화남 역
- 이일수 : 내과 과장 역
- 박희진 : 김 간호사 역
- 문경희 : 이 간호사 역
- 황재석 : 나기철  역
- 이현태 : 원무과 직원  역
- 박현정 : 시장 아줌마  역
- 이형수 : 지배인 역
- 방극현 : 야쿠자 역
- 김덕형 : 야쿠자 역
- 성준용 : 무술연기자 역
- 양승병 : 무술연기자 역
- 이시은 : 무술연기자 역
- 조석현 : 무술연기자 역
- 이행준 : 무술연기자 역
- 지성환 : 무술연기자 역
- 배중식 : 무술연기자 역
- 김기범 : 무술연기자 역
- 정일원 : 무술연기자 역
- 김광수 : 무술연기자 역
- 양용재 : 무술연기자 역
- 신삼봉 : 무술연기자 역
- 김영훈 : 무술연기자 역
- 류동주 : 무술연기자 역
- 이성훈 : 무술연기자 역
- 조정일 : 무술연기자 역
- 이종상 : 무술연기자 역
- 오은자 : 뉴스앵커 역

## 수상
- 1998년 제19회 청룡영화상 남우주연상, 인기스타상 - 박신양
- 1998년 제19회 청룡영화상 남우조연상 - 정진영
- 1999년 제35회 백상예술대상 영화부문 여자 최우수연기상 - 전도연
- 1999년 제36회 대종상 남우조연상 - 정진영
- 1999년 제22회 황금촬영상 촬영상 (금상) - 전조명
- 1999년 제22회 황금촬영상 최우수인기여우상 - 전도연
- 1999년 제7회 춘사영화제 남우주연상 - 박신양
- 1999년 제7회 춘사영화제 촬영상 - 전조명
- 1999년 제7회 춘사영화제 조명상 - 이주생